# Heemst (geslacht)
Heemst (Althaea) is een geslacht van vaste planten uit de kaasjeskruidfamilie (Malvaceae). Er zijn meer dan tien soorten, waaronder een-, twee- en meerjarige planten. De soorten komen voor in Noord-Afrika, Europa en Azië.
Heemst (Althea officinalis) is een in Nederland en België van nature voorkomende soort. Het is een 60-150 cm hoge plant, die fluweelachtig behaard is.

## Verwante soorten
De stokroos (Alcea rosea) wordt tegenwoordig ingedeeld bij het geslacht Alcea, maar werd in het verleden als Althaea rosea ingedeeld.

## Gebruik
Het traditionele recept van marshmallow gebruikte een extract van het slijm ((en)  mucilage) uit de wortel van de Althaea officinalis, die ook wel marshmallowplant wordt genoemd en aldus het snoepgoed zijn naam gaf.

## Soorten
- Althaea angulata Freyn
- Althaea armeniaca Ten.
- Althaea bertramii Post & Beauverd
- Althaea cannabina L.
- Althaea chrysantha Sam.
- Althaea damascena Mouterde
- Althaea hiri Parsa
- Althaea octaviae Evenari
- Althaea officinalis L. - Heemst
- Althaea oppenheimii Ulbr.
- Althaea villosa Blatt.

... · 
Abelmoschus · 
Abroma · 
Abutilon · 
Acaulimalva · 
Acropogon · 
Akrosida · 
Allosidastrum · 
Allowissadula · 
Apeiba · 
Ayenia · 
Bakeridesia · 
Adansonia (Baobab) · 
Alcea · 
Althaea (Heemst) · 
Anisodontea · 
Anoda · 
Argyrodendron · 
Bastardia · 
Berrya · 
Bombax · 
Brachychiton · 
Brownlowia · 
Burretiodendron · 
Byttneria · 
Callirhoe · 
Carpodiptera · 
Cavanillesia · 
Ceiba · 
Chiranthodendron · 
(Chorisia) · 
Cola · 
Colona · 
Commersonia · 
Corchorus · 
Craigia · 
Cristaria · 
Cullenia · 
Diplodiscus · 
Dombeya · 
Duboscia · 
Durio · 
Entelea · 
Eremalche · 
Eriolaena · 
Eriotheca · 
Firmiana · 
Franciscodendron · 
Fremontodendron · 
Fuertesimalva · 
Glyphaea · 
Gossypium (Katoenplant) · 
Grewia · 
Guichenotia · 
Gynatrix · 
Gyranthera · 
Hampea · 
Hannafordia · 
Helicteres · 
Heliocarpus · 
Herissantia · 
Heritiera · 
Hermannia · 
Hibiscadelphus · 
Hibiscus · 
Hildegardia · 
Hoheria · 
Horsfordia · 
Howittia · 
Huberodendron · 
Iliamna · 
Keraudrenia · 
Kleinhovia · 
Kokia · 
Kosteletzkya · 
Kostermansia · 
Kydia · 
Lagunaria · 
Lasiopetalum · 
Lavatera · 
Lawrencia · 
Lebronnecia · 
Luehea · 
Lysiosepalum · 
Macrostelia · 
Malacothamnus · 
Malope · 
Malva (Kaasjeskruid) · 
Malvaviscus · 
Malvella · 
Matisia · 
Megistostegium · 
Melhania · 
Melochia · 
Microcos · 
Nayariophyton · 
Nesogordonia · 
Ochroma · 
Pachira · 
Palaua · 
Pavonia · 
Pentace · 
Pentaplaris · 
Phragmotheca · 
Phymosia · 
Pseudobombax · 
Pterospermum · 
Pterygota · 
Quararibea · 
Radyera · 
Reevesia · 
Rhodognaphalon · 
Robinsonella · 
Rulingia · 
Scaphium · 
Scaphopetalum · 
Schoutenia · 
Scleronema · 
Senra · 
Sida · 
Sidalcea · 
Sparrmannia · 
Sphaeralcea · 
Sterculia · 
Symphyochlamys · 
Talipariti · 
Theobroma · 
Thespesia · 
Thomasia · 
Tilia (Linde) · 
Triplochiton · 
Triumfetta · 
Trochetia · 
Trochetiopsis · 
Urena · 
Waltheria · 
Wercklea · 
Wissadula · 
...